# Prijutnyj
Prijutnyj (ros. Приютный) – chutor w Rosji, w Kraju Krasnodarskim, w rejonie kaniewskim. W 2021 liczył 146 mieszkańców.